# Jacques Nathan Garamond
Jacques Nathan Garamond (Parijs, 26 maart 1910 - aldaar, 25 februari 2001) was een Franse graficus, illustrator en kunstschilder. Hij was vooral bekend om zijn affiches.

## Levensloop
Hij studeerde aan de École nationale supérieure des arts décoratifs en was directeur van het tijdschrift Architecture d'Aujourd'hui voordat hij begon aan zijn loopbaan als ontwerper.
Hij werd geboren als Jacques Nathan en wijzigde zijn achternaam tijdens de Tweede Wereldoorlog in Garamond, met zijn werkelijke achternaam Nathan als tweede voornaam.
Na de oorlog vestigde hij zich als grafisch ontwerper en hield hij zich met allerlei kunstzinnige werkzaamheden bezig, zoals het ontwerp van affiches voor een expositie van de UNESCO over de mensenrechten in 1949. Hij ontwierp merken, verpakkingen, boekontwerpen, illustraties, posters en huisstijlen. Hij maakte commercieel werk voor bedrijven als Mazda, Air France en Telefunken.
In 1952 was Nathan Garamond een van de oprichters van de Alliance Graphique Internationale (AGI). Zijn vrouw Cathy was een actief ondersteuner van de AGI en werd later benoemd tot erevicevoorzitter voor het leven. In 1957 werd hij onderscheiden met een gouden medaille tijdens de Triënnale van Milaan. In 1964 nam hij deel aan de documenta III in Kassel.
Hij was leraar aan de École Internationale en hoogleraar aan de École supérieure des arts graphiques Penninghen in Parijs.
Sinds 1985 wijdde hij zich vooral aan de schilderkunst.